# Olympische Sommerspiele 1988/Leichtathletik – 4 × 400 m (Frauen)

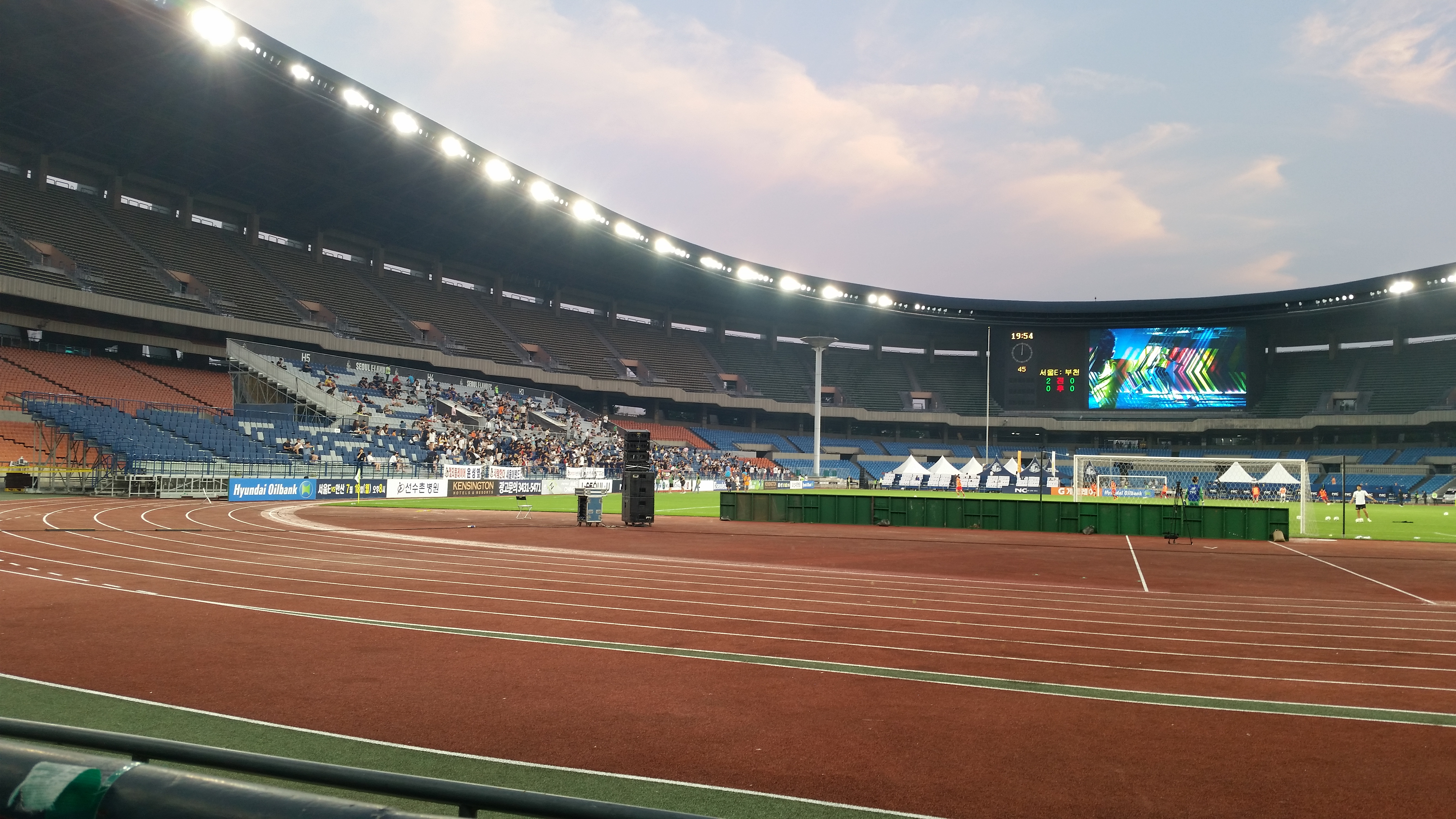
Innenraum des Olympiastadions im Jahr 2016

Die 4-mal-400-Meter-Staffel der Frauen bei den Olympischen Spielen 1988 in Seoul wurde am 30. September und 1. Oktober 1988 im Olympiastadion Seoul ausgetragen. In dreizehn Staffeln nahmen 61 Athletinnen teil.
Olympiasieger wurde die Staffel der Sowjetunion mit Tazzjana Ljadouskaja, Olga Nasarowa, Marija Pinigina und Olha Bryshina sowie der im Vorlauf außerdem eingesetzten Ljudmyla Dschyhalowa. Im Finale erzielte das Team mit 3:15,17 min einen neuen Weltrekord.
Die Silbermedaille ging an die USA in der Besetzung Denean Howard, Diane Dixon, Valerie Brisco und Florence Griffith-Joyner sowie den im Vorlauf außerdem eingesetzten Lillie Leatherwood und Sherri Howard.
Bronze errang die DDR mit Dagmar Neubauer, Kirsten Emmelmann, Sabine Busch und Petra Müller sowie der im Vorlauf außerdem eingesetzten Grit Breuer.
Auch die in den Vorläufen für die Medaillenstaffeln eingesetzten Läuferinnen erhielten entsprechendes Edelmetall. Rekorde dagegen wurden alleine den im Finale eingesetzten Athletinnen zugesprochen.
Die Staffel der Bundesrepublik Deutschland erreichte das Finale und belegte Platz vier.

Staffeln aus der Schweiz, Österreich und Liechtenstein nahmen nicht teil.

## Aktuelle Titelträgerinnen
| Olympiasiegerinnen 1984                      | USA       | 3:18,29 min | Los Angeles 1984  |
| Weltmeisterinnen 1984                        | DDR       | 3:18,63 min | Rom 1987          |
| Europameisterinnen 1986                      | DDR       | 3:16,87 min | Stuttgart 1986    |
| Panamerikanische Meisterinnen 1987           | USA       | 3:23,35 min | Indianapolis 1987 |
| Zentralamerika und Karibik-Meisterinnen 1987 | Kuba      | 3:37,23 min | Caracas 1987      |
| Südamerika-Meisterinnen 1987                 | Brasilien | 3:38,13 min | São Paulo 1987    |
| Asienmeisterinnen 1987                       | Indien    | 3:34,50 min | Singapur 1987     |
| Afrikameisterinnen 1988                      | Uganda    | 3:37,74 min | Annaba 1988       |

## Rekorde

### Bestehende Rekorde
| Weltrekord         | 3:15,92 min | DDR (Gesine Walther, Sabine Busch, Dagmar Rübsam, Marita Koch)                       | Erfurt, DDR (heute Deutschland) | 3. Juni 1984    |
| Olympischer Rekord | 3:18,29 min | USA (Lillie Leatherwood, Sherri Howard, Valerie Brisco-Hooks, Chandra Cheeseborough) | Finale OS Los Angeles, USA      | 11. August 1984 |

### Rekordverbesserung
Die siegreiche Staffel aus der Sowjetunion verbesserte den bestehenden olympischen Rekord im Finale am 1. Oktober in der Besetzung Tazzjana Ljadouskaja, Olga Nasarowa, Marija Pinigina und Olha Bryshina um 3,12 Sekunden auf 3:15,17 min. Mit dieser Zeit übertrafen sie auch den bisherigen Weltrekord um 75 Hundertstelsekunden.

## Vorrunde
Datum: 30. September 1988
Die dreizehn Staffeln wurden in zwei Läufe gelost. Für das Finale qualifizierten sich pro Lauf die ersten drei Staffeln. Darüber hinaus kamen die zwei Zeitschnellsten, die sogenannten Lucky Loser, weiter. Die direkt qualifizierten Staffeln sind hellblau, die Lucky Loser hellgrün unterlegt.

### Vorlauf 1
15:10 Uhr
| Platz | Staffel        | Besetzung                                                                         | Zeit        |
| ----- | -------------- | --------------------------------------------------------------------------------- | ----------- |
| 1     | DDR            | Grit Breuer (Vorlauf) Dagmar Neubauer Kirsten Emmelmann Petra Müller              | 3:27,37 min |
| 2     | Kanada         | Charmaine Crooks Esmie Lawrence (Vorlauf) Marita Payne-Wiggins Jillian Richardson | 3:27,63 min |
| 3     | BR Deutschland | Helga Arendt Michaela Schabinger (Vorlauf) Gisela Kinzel (Vorlauf) Gudrun Abt     | 3:27,75 min |
| 4     | Großbritannien | Linda Keough Jennifer Stoute Janet Smith (Vorlauf) Sally Gunnell                  | 3:28,52 min |
| 5     | Frankreich     | Fabienne Ficher Nathalie Simon Évelyne Élien Nadine Debois                        | 3:29,95 min |
| 6     | Nigeria        | Falilat Ogunkoya Kehinde Vaughan Airat Bakare Mary Onyali                         | 3:30,21 min |
| 7     | Indien         | Alapurackal Kuttan-Mathews Vandana Rao Vandana Shanbagh Shiny Abraham             | 3:30,21 min |
| DNS   | Australien     | Debbie Flintoff-King Maree Holland Kerry Johnson Jennifer Laurendet               |             |

### Vorlauf 2
15:20 Uhr
| Platz | Staffel     | Besetzung                                                                      | Zeit        |
| ----- | ----------- | ------------------------------------------------------------------------------ | ----------- |
| 1     | USA         | Lillie Leatherwood (Vorlauf) Sherri Howard (Vorlauf) Denean Howard Diane Dixon | 3:25,86 min |
| 2     | Jamaika     | Marcia Tate (Vorlauf) Andrea Thomas Cathy Rattray-Williams Sharon Powell       | 3:26,83 min |
| 3     | Sowjetunion | Ljudmyla Dschyhalowa (Vorlauf) Olga Nasarowa Marija Pinigina Olha Bryshina     | 3:27,14 min |
| 4     | Brasilien   | Tânia Miranda Suzete Montalvão Soraya Telles Maria Magnólia Figueiredo         | 3:36,81 min |
| 5     | Südkorea    | Yang Kyoung-hee Choi Se-beom Lim Chun-ae Kim Soon-ja                           | 3:51,09 min |
| DSQ   | Kolumbien   | Olga Escalante Noralia Carabalí Amparo Caicedo Ximena Restrepo                 |             |
| DNS   | Uganda      | Jane Ajilo Grace Buzu Farida Kyakutema Ruth Kyalisiima                         |             |
| DNS   | Spanien     | Blanca Lacambra Esther Lahoz Cristina Pérez Teresa Zuniga                      |             |

## Finale
Datum: 1. Oktober 1988, 14:35 Uhr
| Platz | Staffel        | Besetzung | Zeit        | Anmerkung |
| ----- | -------------- | --- | ----------- | --------- |
| 1     | Sowjetunion    | Tazzjana Ljadouskaja (Finale) Olga Nasarowa Marija Pinigina Olha Bryshina in den Vorläufen außerdem: Ljudmyla Dschyhalowa                       | 3:15,17 min | WR        |
| 2     | USA            | Denean Howard Diane Dixon Valerie Brisco (Finale) Florence Griffith-Joyner (Finale) in den Vorläufen außerdem: Lillie Leatherwood Sherri Howard | 3:15,51 min |           |
| 3     | DDR            | Dagmar Neubauer Kirsten Emmelmann Sabine Busch (Finale) Petra Müller in den Vorläufen außerdem: Grit Breuer                                     | 3:18,29 min |           |
| 4     | BR Deutschland | Ute Thimm (Finale) Helga Arendt Andrea Thomas (Finale) Gudrun Abt in den Vorläufen außerdem: Michaela Schabinger Gisela Kinzel                  | 3:22,49 min |           |
| 5     | Jamaika        | Sandie Richards (Finale) Andrea Thomas Cathy Rattray-Williams Sharon Powell in den Vorläufen außerdem: Marcia Tate                              | 3:26,83 min |           |
| 6     | Großbritannien | Linda Keough Jennifer Stoute Angela Piggford (Finale) Sally Gunnell in den Vorläufen außerdem: Janet Smith                                      | 3:26,89 min |           |
| 7     | Frankreich     | Fabienne Ficher Nathalie Simon Nadine Debois Évelyne Élien                                                                                      | 3:29,37 min |           |
| DNF   | Kanada         | Charmaine Crooks Molly Killingbeck (Finale) Marita Payne-Wiggins Jillian Richardson in den Vorläufen außerdem: Esmie Lawrence                   |             |           |

Es wurde ein Dreikampf zwischen den USA, der DDR und der Sowjetunion erwartet. Die Sowjetunion hatte mit Olha Bryshina die Olympiasiegerin des Einzelwettbewerbs in ihren Reihen. Die Vereinigten Staaten waren die Olympiasieger der letzten Spiele, die DDR Welt- und Europameister sowie Weltrekordhalterinnen.
Es gab folgende Besetzungsänderungen:
- UdSSR: Tazzjana Ljadouskaja lief für Ljudmyla Dschyhalowa,
- USA: Lillie Leatherwood wurde durch Valerie Brisco und Sherri Howard durch Florence Griffith-Joyner ersetzt.
- DDR: Sabine Busch lief anstelle von Grit Breuer.
- BR Deutschland: Ute Thimm lief für Michaela Schabinger und Andrea Thomas anstelle von Gisela Kinzel.
- Jamaika: Marcia Tate wurde durch Sandie Richards ersetzt.
- Großbritannien: Angela Piggford lief für Janet Smith.
- Kanada: Molly Killingbeck kam für Esmie Lawrence zum Einsatz.

Die US-Amerikanerin Denean Howard übergab nach der ersten Runde den Stab als Führende an Diane Dixon. Olga Nasarowa lief einen schnellen zweiten Part und brachte der sowjetischen Staffel einen Vorsprung von acht Metern auf die USA. Die DDR war zurückgefallen und kämpfte um die Bronzemedaille. Valerie Brisco verkürzte den Rückstand der US-Amerikanerinnen auf die UdSSR bis auf einen halben Meter. Florence Griffith-Joyner heftete sich als Schlussläuferin an die Fersen der sowjetischen Athletin Olha Bryshina, doch Bryshina löste sich und erreichte mit drei Metern Vorsprung das Ziel. Die sowjetische Staffel erzielte einen neuen Weltrekord und auch die US-Staffel blieb noch unter der vorher bestehenden Marke. Das DDR-Team errang knapp drei Sekunden hinter den Vereinigten Staaten die Bronzemedaille gut vier Sekunden vor der BR Deutschland. Die Staffeln aus Jamaika und Großbritannien belegten mehr als vier Sekunden hinter der bundesdeutschen Mannschaft die Plätze fünf und sechs.

## Video
- 1988 Olympics - Women's 4x400 Meter Relay, youtube.com, abgerufen am 10. Dezember 2021